# Attentat de mars 2016 à Ankara
Pour les articles homonymes, voir attentat d'Ankara.
L'attentat d'Ankara du 13 mars 2016 est une attaque au véhicule piégé ayant eu lieu dans la capitale turque à Ankara liée au conflit kurde en Turquie, qui a fait au moins 37 morts et 125 blessés.

## Déroulement
L'attentat à la voiture piégée a eu lieu près de Güven Park, l'un des endroits les plus fréquentés de la capitale.
Les services de sécurité turcs ont déclaré qu’une des kamikazes, prénommée Seher Cagla, fait partie du PKK. Un deuxième suspect identifié est un citoyen turc lié au PKK.
Selon une source policière, les explosifs utilisés lors de cet attentat sont du même type que ceux employés lors de l'attentat de février 2016 à Ankara. Des clous et des billes ont été utilisés pour provoquer le maximum de dégâts. L'emplacement de l'attentat était à une dizaine de mètres d'un commissariat de police.

## Revendication
L'attentat a été revendiqué le 17 mars 2016 par les Faucons de la liberté du Kurdistan (TAK), un groupe kurde dissident qui a rompu avec le PKK. L'auteure de l'attaque est présentée comme étant Seher Cagla Demir, alias Doga Jiyan, âgée de 24 ans. Les TAK affirment avoir agi en représailles à des opérations militaires turques à Cizre qui auraient tués des centaines de personnes et présentent des « excuses pour les pertes civiles qui n'ont rien à voir avec la sale guerre menée par l'État fasciste turc », la cible véritable de l'attaque étant des véhicules de la police antiémeute stationnés à proximité du lieu de l'explosion . Le TAK affirme avoir ciblé les forces de sécurité et présente ses excuses pour les victimes civiles, mais avertit que de nouvelles victimes civiles étaient inévitables,,,,. 